# Закон гор
«Закон гор» (груз. ხევისბერი გოჩა, дословный перевод на русский язык: «Хевисбери Гоча») — советский чёрно-белый художественный широкоэкранный фильм 1964 года режиссёра Николая Санишвили, снятый по одноимённому произведению Александра Казбеги. Производство киностудии «Грузия-фильм».
Премьера состоялась 19 октября 1964 года в Тбилиси и 2 августа 1965 года в Москве. Фильм посмотрели 16,6 млн зрителей.

## Сюжет
Восточная Грузия, 17-й век. Онисе, сын князя Гочи Хевисбери, оказывается втянут в сложные отношения, когда влюбляется в жену своего друга Гугуа. Ситуация усложняется, когда Гугуа узнает о их отношениях и решает отомстить Онисе. В это время мохевцы под предводительством князя Эристави начинают наступление на их земли. В ходе битвы многие воины погибают, но мохевцы побеждают. Однако после боя Гугуа обвиняется в предательстве и изгоняется из общины. Онисе признается, что сам виноват в этом, и его отец, старый князь Хевисбери, вынужден убить собственного сына. Трагические события приводят к беспорядку и смерти важных персонажей.

## Роли исполняют
- Лейла Абашидзе — Дзидзия (главная роль)
- Тенгиз Арчвадзе — Гугуа (главная роль)
- Нугзар Шария — Онисе (главная роль)
- Спартак Багашвили — Хевисбери
- Екатерина Амиреджиби — Хазуа, мать Дзидзии
- Михаил Мгеладзе
- Александр Омиадзе — старый мохевец
- Шота Схиртладзе
- Яков Трипольский
- Михаил Чубинидзе — князь Эристави
- Шалва Бежуашвили
- Михаил Султанишвили
- Давид Окросцваридзе
- Ладо Цхвариашвили
- Султан Квитаишвили — священник
- Алекси Мамрикишвили
- Валериан Элошвили

## Съёмочная группа
- Режиссёр: Николай Санишвили
- Сценаристы: Николай Санишвили, Арчил Сулакаури
- Оператор: Феликс Высоцкий
- Композитор: Р. Долидзе, Резо Лагидзе
- Художник: Реваз Мирзашвили